# アイナエ
アイナエ Mitrasacme pygmaea はマチン科の植物の1つ。ごく小さな植物で、日本では10cm程にしかならず、しかもその大部分が花茎で、花茎抜きだと草丈は1cmに満たないほどしかない。

## 特徴
ごく小さな1年生の草本。茎は直立するがごく短くて、花茎を除けば0.5-1cmしかない。ただしこれは地域差がかなり大きいらしく、この数値は日本本土に限定のものと思われる(後述)。葉は対生で2-4対あり、卵形か長楕円形で長さ7-15mm、幅3-6mm、三本の脈があり、葉先はやや尖っている。
花期は8-9月。茎の先端と、葉の腋から花茎を1-3本ほど伸ばす。花茎は長さ2-10cmあり、その上に1-3段、それぞれ3-15個の花を散形状につける。花茎の下部には短い毛が生える。花茎から出る花柄の基部にある苞は小さくて披針形をしている。花柄は細くて長さ0.5-1cmで、毛はない。萼は鐘形で先端から1/3ほどまで4つに裂けている。花冠は白く、鐘形で先端は4つに裂け、その径は2.5mm。蒴果は卵円形で先端には花柱が残るが、その基部が2つに裂ける。
和名に付いては不明である。この面にうるさい牧野も何も語っていないようである。沖縄の植物をまとめたアメリカのウォーカー（E. H. Walker, 1889-1991)は『藍の苗』と解釈したという。

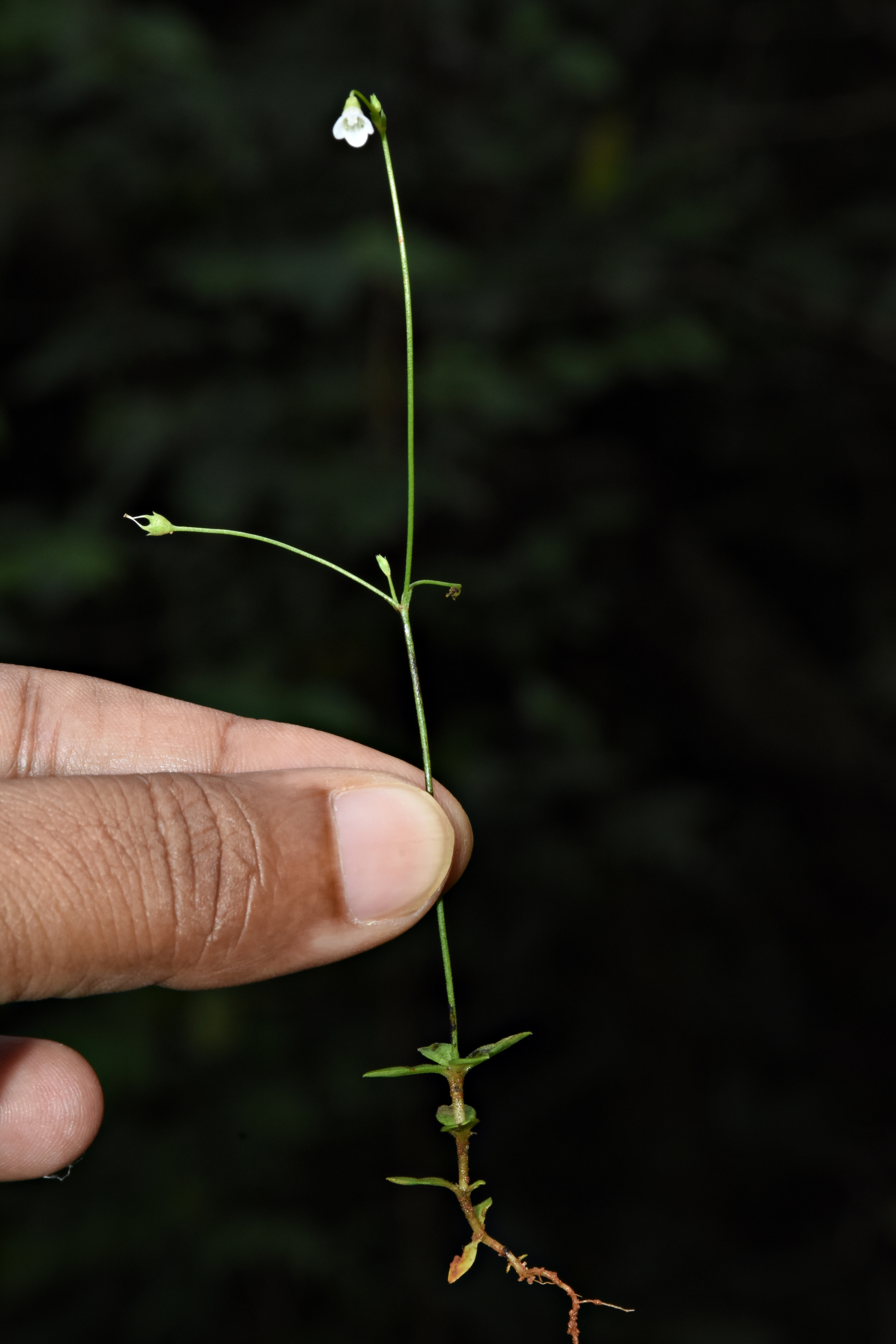
全体の姿
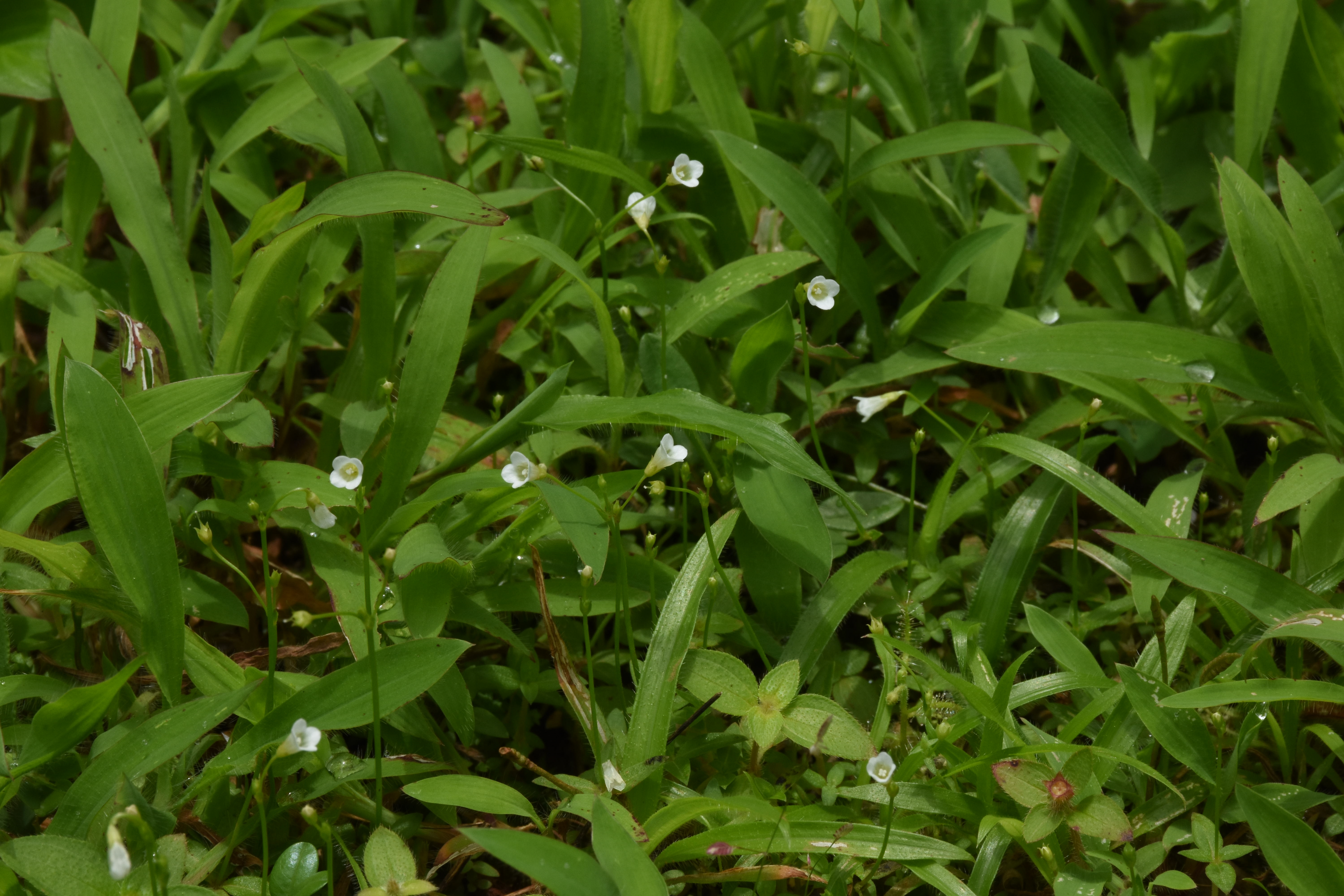
群れて生育している様子
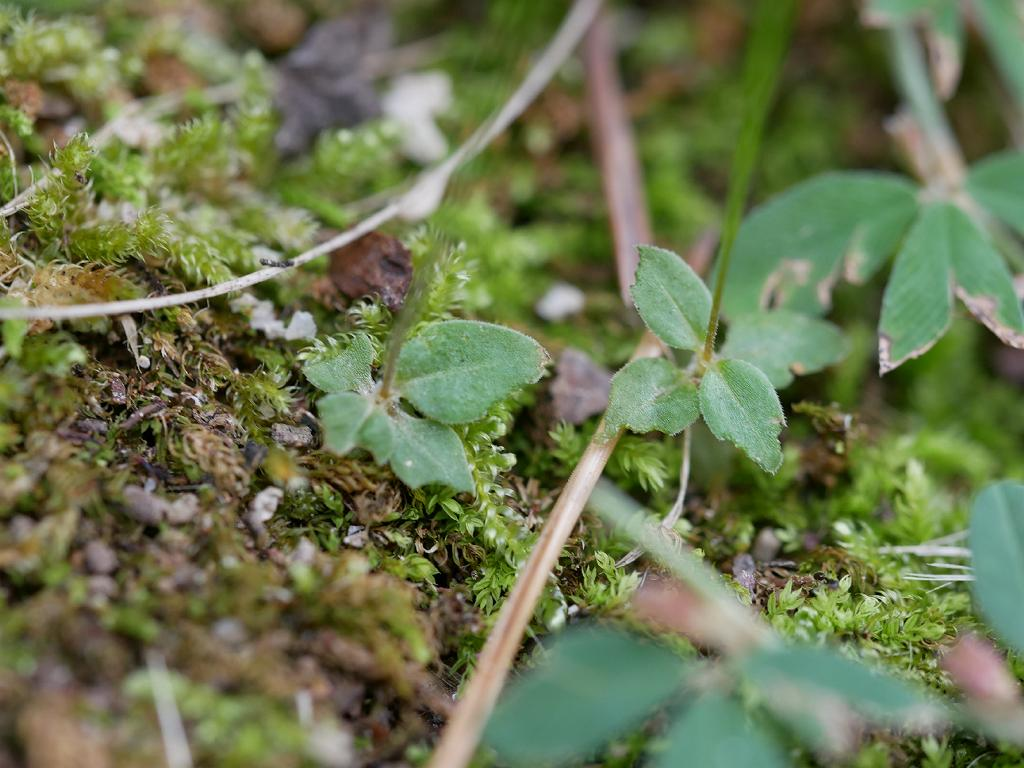
葉の様子

## 分布と生育環境
日本では本州（青森県五所川原市）から琉球まで分布し、国外では朝鮮半島、中国、インド、マレーシア、オーストラリアにまで分布する。タイプ産地はオーストラリアのクイーンズランドである。
暖地の日当たりのよい低湿地に生える。

## 類似種など
本種の属するアイナエ属は東アジアからオーストラリア、ニュージーランドにかけて35種ほどが知られるが、日本には本種以外には以下の種のみがある。
- M. indica ヒメナエ

やはり日当たりのよい低湿地に生えるごく小さな草で、背丈はほぼ同じ10cmほど、花の色も白。ただし本種とはほとんど対照的な形の草で、本種がごく短い茎から長い花茎を出し、散形状に花をつけるものであり、葉は茎である基部にのみ集中するのに対して、この種では茎が長くてその全長にわたってまばらに葉をつけ、花は葉腋から出る短い柄の先に単独でつける。
なお、本種はその分布が広いことに呼応して、その植物体には様々な変異が見られる。その違いは主に花茎が根出状に出るかそれに近い形のものから多くの分枝を出して小低木状になるか、といったものであり、それらの変異はおそらくは緯度、経度、およびそれらと関わっての生活史の違いによるものと想像される。それに関わって種以下の分類群名が幾つも提示されている。
ちなみにその大きさに関しては日本国内でも差が大きいらしく、琉球列島に特化した植物誌である初島(1975)では本種の茎の高さが3-6cm、葉が4-5対となっており、上掲の数値と大いに乖離しているだけでなく、茎が下部で分枝することもあると記されている。花茎の方は7-10cmで大差ないが、合計すると最大で草丈が16cmに達する理屈になる。日本本土におけるこの植物の小ささは、それがこの種の生育環境としてぎりぎりの限界にあることを示しているのであろう。

## 保護の状況
環境省のレッドデータブックでは取り上げられていないが、都府県別では全部で27の府県で何らかの指定があり、また東京都では絶滅種とされている。地域別に見ると九州では1県のみ、中国地方では広島県と鳥取県、四国では高知県以外の全県で指定があり、それ以東の本州では東海地方を除くほぼすべての府県で指定がある。湿地に生えるものなので開発や環境の荒廃で姿を消しがちであること、背丈の低い草本であることから遷移が進むと姿を消すことなどが問題とされている。